# Unsung Heroes
Az Unsung Heroes a finn Ensiferum ötödik nagylemeze, mely 2012-ben jelent meg a Spinefarm Records gondozásában. Videóklipet ezúttal az In my Sword I Trust című szám kapott.

## Az album dalai
Az összes dalszöveg szerzője Sami Hinkka, kivéve Symbols (melynek nincsen szövege), In my Sword I Trust (Hinkka és egy részlet a Kalevalából), illetve Pohjola (Hinkka, Markus Toivonen, Yrjö Koskinen). 
| 1.    | Symbols (Lindroos/Silvennoinen)                      | 1:51  |
| 2.    | In my Sword I Trust (Toivonen)                       | 5:20  |
| 3.    | Unsung Heroes (Toivonen)                             | 5:54  |
| 4.    | Burning Leaves (Toivonen/Hinkka/Lindroos)            | 6:03  |
| 5.    | Celestial Bond (Toivonen)                            | 4:15  |
| 6.    | Retribution Shall Be Mine (Toivonen)                 | 4:27  |
| 7.    | Star Queen (Celestial Bond Pt. II) (Toivonen/Hinkka) | 5:55  |
| 8.    | Pohjola (Toivonen/Hinkka)                            | 6:05  |
| 9.    | Last Breath (Hinkka)                                 | 4:29  |
| 10.   | Passion, Proof, Power (Toivonen/Hinkka)              | 17:00 |
| 61:20 |                                                      |       |

## Közreműködők
- Petri Lindroos - ének, gitár
- Markus Toivonen - gitárok, cimbalom, buzuki, ének
- Sami Hinkka - basszusgitár, akusztikus gitár, ének
- Janne Parviainen - dobok, ének
- Emmi Silvennoinen - billentyűs hangszerek, ének